# Pazo de Cañás
El pazo de Cañás o torre de Pardo Bazán fue una construcción situada en Vista Real, parroquia de Cañás, en el concejo de Carral. Actualmente no queda ningún resto de esta edificación.

## Historia
El origen de esta casa se remonta a la herencia de Juan Cotón, rector de San Juan Apóstol en Santiago. En su testamento de 28 de julio de 1615, lo legó a los hijos de su sobrino Andrés Pensado y de su esposa, María de Andrade. En ese año debió de morir Juan Cotón, y Andrés Pensado y su mujer administran los bienes de esta herencia hasta su muerte.
Joaquina Ribera Pardo (1778-1849), bisabuela de Emilia Pardo Bazán, nació en el pazo y lo heredó. Después pasó a manos de su segunda hija, Joaquina Mosquera Ribera (†1848), que casó en primeras nupcias con Miguel Pardo Bazán (†1839) y después de enviuvar con Juan Rey Perfume (†1848).
En 1994 fue declarado Bien de Interés Cultural, con el código 51-0008834.

### Otros artículos
- Lista de monumentos de la provincia de la Coruña

- Datos: Q20548160